# Lavacquerie
Lavacquerie é uma comuna francesa na região administrativa de Altos da França, no departamento de Oise. Estende-se por uma área de 8.28 km². Em 2010 a comuna tinha 202 habitantes (densidade: 24,4 hab./km²).